# Lac Quesnel (Papineau)
Le lac Quesnel est un lac d'eau douce situé dans la municipalité de Saint-Émile-de-Suffolk, administré par la municipalité régionale de comté de Papineau, dans la région administrative de l'Outaouais, au Québec, au Canada.

## Géographie
Ce lac, d'une superficie d’environ 18,6 ha, est alimenté en eau par le petit lac Quesnel, situé juste au nord. Il se déverse dans la Petite rivière Rouge Est, qui passe dans le lac Roger au sud.
Le lac Quesnel est situé a proximité du chemin du Lac-Quesnel à l'ouest, au nord et au sud aussi.

## Toponymie
Le toponyme « Lac Quesnel » a été officialisé le 3 février 1970 par la Commission de toponymie du Québec, en référence aux anciens propriétaires des terrains au bord du plan d'eau. En effet, en 1932, Joseph Quesnel fait l'acquisition des lots 45 et 46, sur lesquels une grande partie du lac Quesnel est présente. Yvonne Quesnel (1890-1974), sa fille, décide de revendre les terrains à la Société immobilière des Scouts catholiques de Montréal en 1959. Les terrains ont donc appartenu à la famille Quesnel durant vingt-sept ans.